# Baudoncourt
Baudoncourt ist eine Gemeinde im französischen Département Haute-Saône in der Region Bourgogne-Franche-Comté.

## Geographie
Baudoncourt liegt auf einer Höhe von 263 m über dem Meeresspiegel, fünf Kilometer südwestlich von Luxeuil-les-Bains und etwa 22 Kilometer nordöstlich der Stadt Vesoul (Luftlinie). Das Dorf erstreckt sich im nördlichen Teil des Departements, in der Ebene von Luxeuil westlich der Vogesen, beidseits der Lanterne.
Die Fläche des 7,57 km² großen Gemeindegebiets umfasst einen Abschnitt der Ebene von Luxeuil. Von Osten nach Westen wird das Gebiet von der Lanterne durchflossen, die mehrere Windungen zeichnet. Die Alluvialebene liegt durchschnittlich auf 260 m und wird überwiegend landwirtschaftlich genutzt. Nordwestlich des Dorfes befinden sich drei Weiher. Nach Süden erstreckt sich das Gemeindeareal bis zur Anhöhe der Côte Saint-André. Mit 294 m wird hier die höchste Erhebung von Baudoncourt erreicht. Sie ist aus Muschelkalk der mittleren Trias aufgebaut. Die westliche Abgrenzung verläuft in der Niederung des Ruisseau de la Mouroie, eines linken Zuflusses der Lanterne. Baudoncourt ist Standort einer Reiherkolonie.
Zu Baudoncourt gehört die Siedlung Les Varennes (264 m) südlich der Lanterne. Nachbargemeinden von Baudoncourt sind Breuches und Saint-Sauveur im Norden, La Chapelle-lès-Luxeuil im Osten, Brotte-lès-Luxeuil und Visoncourt im Süden sowie Éhuns im Westen.

## Geschichte
Das Gebiet um Baudoncourt war schon in prähistorischer Zeit bewohnt. Hier wurden drei gallorömische Grabstelen entdeckt, die in der Fassade eines Hauses verbaut wurden. Von der Besiedlung in der burgundischen Zeit zeugt ein Gräberfeld. Urkundlich erwähnt wird Baudoncourt im 9. Jahrhundert. Im Mittelalter gehörte das Dorf zur Freigrafschaft Burgund und darin zum Gebiet des Bailliage d’Amont. Die lokale Herrschaft hatten zunächst das Kloster Luxeuil und seit Ende des 13. Jahrhunderts die Herren von Faucogney inne. Zusammen mit der Franche-Comté gelangte Baudoncourt mit dem Frieden von Nimwegen 1678 definitiv an Frankreich. Das ehemals bedeutende Schloss der Äbte von Luxeuil wurde 1704 abgerissen. Heute ist Baudoncourt Mitglied des 13 Ortschaften umfassenden Gemeindeverbandes Communauté de communes du Pays de Luxeuil.

## Sehenswürdigkeiten
Die Kirche St-Jean-de-la-Porte-Latine wurde im 18. Jahrhundert neu erbaut und im 19. Jahrhundert umgestaltet. Vom ehemaligen Schloss sind nur noch wenige Überreste sichtbar. Das große, überdachte Lavoir wurde 1880 errichtet und diente früher als Waschhaus und Viehtränke.

## Bevölkerung
| Einwohner                  | 490 | 476 | 502 | 547 | 532 | 539 | 529 |
| Quellen: Cassini und INSEE |     |     |     |     |     |     |     |

Mit 484 Einwohnern (1. Januar 2022) gehört Baudoncourt zu den kleineren Gemeinden des Département Haute-Saône. Nachdem die Einwohnerzahl in der ersten Hälfte des 20. Jahrhunderts deutlich abgenommen hatte (1886 wurden noch 821 Personen gezählt), wurden seit Mitte der 1970er Jahre nur noch geringe Schwankungen verzeichnet.

## Wirtschaft und Infrastruktur
Baudoncourt war lange Zeit ein vorwiegend durch die Landwirtschaft (Ackerbau, Obstbau und Viehzucht) und die Forstwirtschaft geprägtes Dorf. Heute gibt es einige Betriebe des lokalen Kleingewerbes, vor allem in den Branchen Textilindustrie, Möbelbau und Kunstschmiedearbeiten. In den letzten Jahrzehnten hat sich das Dorf zu einer Wohngemeinde gewandelt. Viele Erwerbstätige sind deshalb Wegpendler, die in den größeren Ortschaften der Umgebung ihrer Arbeit nachgehen. Ein Großteil der Pistenanlagen des Militärflugplatzes Aérodrome de Luxeuil-Saint-Sauveur befindet sich auf dem Gemeindegebiet von Baudoncourt.
Die Ortschaft ist verkehrstechnisch gut erschlossen. Sie liegt an der Hauptstraße N57, die von Luxeuil-les-Bains nach Vesoul führt. Weitere Straßenverbindungen bestehen mit La Chapelle-lès-Luxeuil, Éhuns und Breuches.